# Берлье, Жан-Батист
Жан-Бати́ст Берлье́ (фр. Jean-Baptiste Berlier; 11 октября 1841, Рив-де-Жье, Луара — 1911, Довиль) — французский инженер и изобретатель, причастный к созданию пневматической почты и метрополитена в Париже.

## Биография
Отец его имел большую фабрику химических продуктов в Сен-Фоне, близ Лиона. Берлье учился первоначально в школе рудокопов в Сент-Этьене, затем в центральной школе в Люне. Когда умер его отец, Берлье взял на себя дальнейшее руководство этим предприятием, но коммерческая сторона дела мало его привлекала, и мало-помалу Берлье посвятил себя исключительно химии и механике, предоставив братьям вести дела фабрики.
Поставленный вскоре во главе главного общества ассенизации города Лиона, Берлье задался вопросом получения из мочи сернокислого аммония и с этой целью построил ряд приборов, вполне удовлетворявших требованиям науки и практики. Тут же ему впервые пришла мысль устройства пневматической выгребки нечистот, и, осуществляя её на деле, он предпринял, несмотря на оппозицию большинства инженеров в Лионе, ряд таких опытов. Слава о Берлье дошла вскоре до Парижа, и он был туда приглашён для применения на практике своей идеи. С 1 марта 1882 года пневматическая система вывоза нечистот была применена уже в двух округах Парижа и дала великолепные результаты.
Берлье принимал участие в разработке парижской пневматической почты, которая просуществовала вплоть до 1984 года. Ему же принадлежит также мысль устройства пневматической почты, при помощи которой письма из Лондона могли бы получать в Париже через полтора часа.
Кроме того, Берлье усердно занимался электричеством: он построил электрическую железную дорогу и представил проект устройства в Париже электрического подземного сообщения вместо существующих конок, ставший основой парижского метрополитена. Подробности о Берлье и его изобретениях были при жизни опубликованы в англ. La Grande Encyclopédie (Париж, 1890).

## Память
В честь Берлье названа одна из парижских улиц (фр. Rue Jean-Baptiste-Berlier). На одной из станций парижского метрополитена установлена мемориальная доска в память о нём.